# 卡特娅·基平
卡特娅·基平（德語：Katja Kipping；1978年1月18日—）是一位德国左翼政治家。目前，她是前左翼党两主席之一和現任德国联邦议院议员。